# Сироткин, Владимир Валерьевич
Владимир Валерьевич Сироткин (род. 27 мая 1974, Мурманск) — российский хоккеист, нападающий, Мастер спорта России.

## Биография
Хоккеем начал заниматься с шести лет в клубе «Авангард» (Мурманск), тренер Виктор Питухов. Играл в юношеском чемпионате РСФСР за «Судоверфь» Мурманск (1987—1990). В Харькове выступал за ХОШИСП в юниорском чемпионате СССР 1990/91 и за «Динамо» в молодёжном чемпионате СССР 1991/92.
Играл в восьми сезонах МХЛ и РХЛ в составе семи команд: «Металлург» Череповец (1992/93 — 1993/94, 57 матчей), «Спартак» Москва (1994/95, 19 матчей), ЦСК ВВС Самара (1995/96, 14 матчей), «Кристалл» Саратов (1996/97, 31 матч), ХК ЦСКА (1997/98, 6 матчей) ХК «Липецк» (1999/2000, 1 матч), «Витязь» Подольск (2000/01, 3 матча).
Также выступал за команды «Металлург-2» Череповец (1992/93 — 1993/94), «Горняк» Оленегорск (1994/95), САБ-«Спартак-2» / САК (1995/96 — 1996/97), «Кристалл-2» Саратов (1997/98), «Мотор» Заволжье (1997/98 — 1999/2000), «Витязь-2» (2000/01), ТХК (2001/02 — 2002/03, 2003/04), «Олимпия-2» Кирово-Чепецк (2002/03).
Играл в любительсих клубах Мурманска и области «Колатом» (Полярные Зори, 2006/07), «Авангард» (Полярный, 2006/07), ХК «Мурманск» (2007), «Алтай» (Североморск, 2007/08).
Окончил Поволжскую Государственную академию физической культуры, спорта и туризма (2014).
Тренер в школе «Мотора» (2011—2019).